# Tinidazol
Tinidazól je učinkovina iz skupine nitroimidazolov, ki se uporablja za zdravljenje okužb s praživalmi (trihomonoza, ameboza, giardioza ...). Gre za spojino, podobno metronidazolu in izkazuje tudi podobne neželene učinke.

## Neželeni učinki
Med neželenimi učinki so najpogostejši: želodčne motnje, grenak okus v ustih, srbež. Lahko se pojavijo tudi glavobol, telesna izčrpanost, omotica.